# 美国民主社会主义者

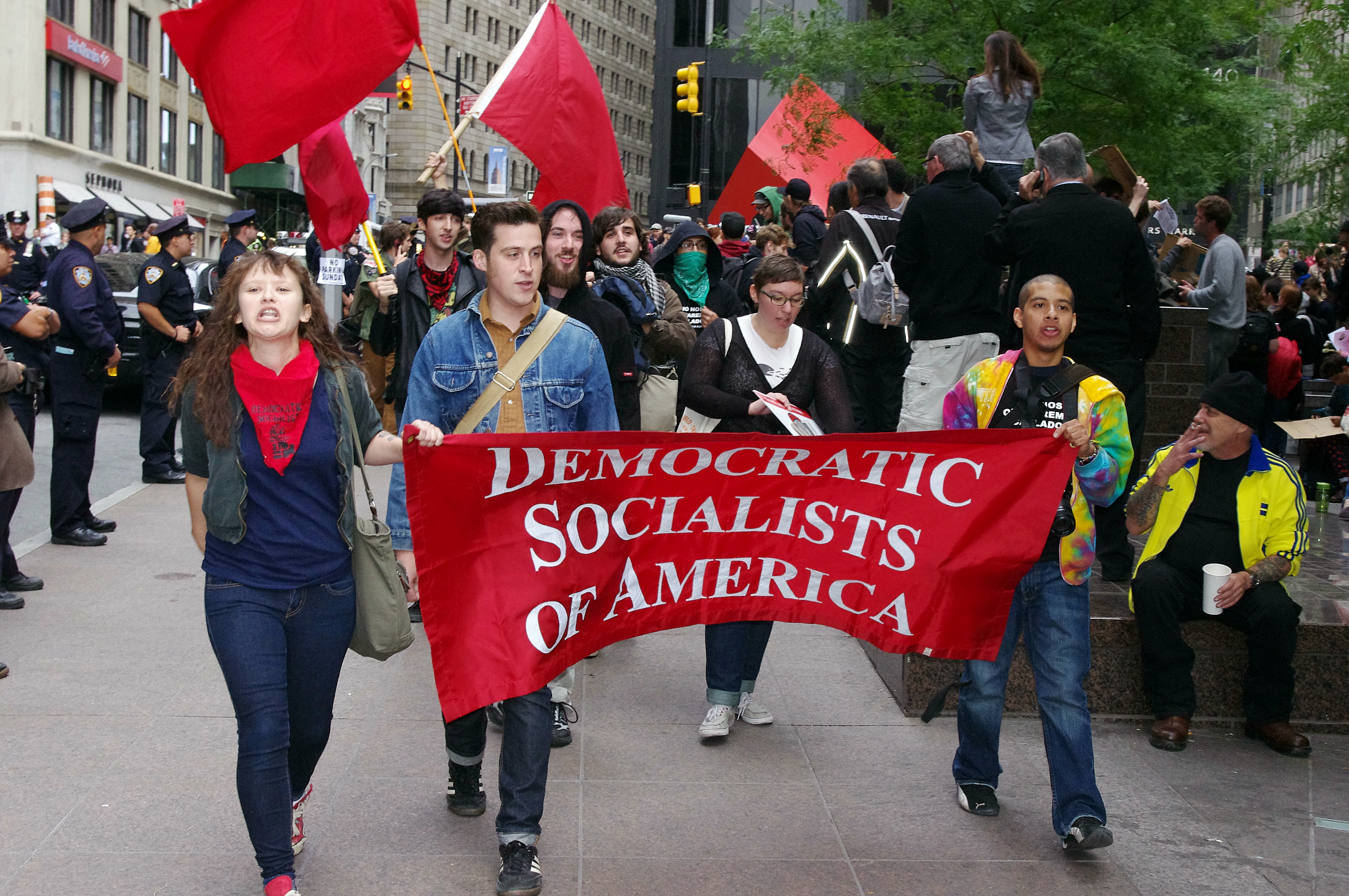
美国民主社会主义者成员在占领华尔街抗议活动中游行，2011年9月17日。

美国民主社会主义者（英語：Democratic Socialists of America，缩写为DSA）是美国的一个由民主社会主义者、左翼社会民主主义者和工人运动活动家组成的政治组织。
美国民主社会主义者源自由知名社会主义人士，例如尤金·V·德布斯、諾曼·湯瑪斯和迈克尔·哈灵顿，领导的美国社会党。出于反对美国社会党在1972年党大会时右倾并改组为美国社会民主人士，哈灵顿在1973年带领着美国社会党的少数派组建了民主社会主义组织委员会。被哈灵顿称为“少数派中的少数派”的民主社会主义组织委员会迅速成为了美国最大的民主社会主义者组织之一。民主社会主义组织委员会在1982年与新左翼知识分子组织新美国运动合并，成立了美国民主社会主义者。
该组织的初始成员由约5000名前民主社会主义组织委员会成员和1000名前新美国运动成员组成。哈灵顿和社会主义女性主义作家芭芭拉·艾伦瑞克在组织成立时被共同选为主席。美国民主社会主义者并不在美国大选中直接推举其成员作为候选人，而是“为会削弱大公司权力和增加劳动人民权利…的改革而斗争”。这些改革包括削弱政治献金的影响、增加普通人在工作场所和经济内的权利、和性别与文化上的平权。该组织曾为美国民主党候选人沃尔特·蒙代尔、杰西·杰克逊、约翰·克里、贝拉克·奥巴马、伯尼·桑德斯和美国绿党候选人拉尔夫·纳德背书。
美国民主社会主义者不仅是21世纪美国最大的社会主义者组织，也是美国一个世纪以来最大的社会主义者组织。成员数在2017年末时已升至32000人，主要由于大量年轻人因对唐纳德·特朗普任总统的反感而涌入。截至2018年9月2日，成员人数已升至50000人，支部的数量从40个涨至181个。相比2013年时的68岁，截至2017年12月，美国民主社会主义者成员的平均年龄为33岁。在2017年选举中，15名美国民主社会主义者成员在13个州内当选并任职，包括当选弗吉尼亚州众议院议员的李·卡特。此前美国民主社会主义者已有20名成员在全国当选并任职。2018年，两名美国民主社会主义者成员当选美国众议院议员，分别是亚历山德里娅·奥卡西奥-科尔特斯和拉希达·特莱布。
美国民主社会主义者是社会党国际的创始成员，但在2017年8月，由于其认为社会党国际接纳了新自由主义的经济政策，美国民主社会主义者成员投票退出。